# 湯田村站
湯田村站（日语：／ Yudamura eki */?）是位於廣島縣福山市神邊町，屬於西日本旅客鐵道（JR西日本）的福鹽線車站。

## 歷史
- 1914年7月21日：兩備輕便鐵道開業，湯田村停留所啟用。
- 1926年6月26日：兩備輕便鐵道改名為兩備鐵道。
- 1933年：

- 9月1日：兩備鐵道被國有化，同時升級為車站。成為國有鐵道福鹽線的湯田村站。
- 11月15日：福鹽北線開通，使與福鹽線改名為福鹽南線。

- 1938年7月28日：府中站至上下站之間開通，使福鹽北線和福鹽南線合併成為福鹽線。
- 1954年3月31日：隨著神邊町（日语：神辺町）（第二次）成立，車站地址改為廣島縣深安郡神邊町字德田。
- 1971年2月25日：降為無人車站[2]。
- 1987年4月1日：隨國鐵分割民營化，車站由西日本旅客鐵道（JR西日本）營運。
- 2006年3月1日 : 神邊町（第二次）編入至福山市（第二次），車站地址變為廣島縣福山市神邊町字德田

## 車站構造

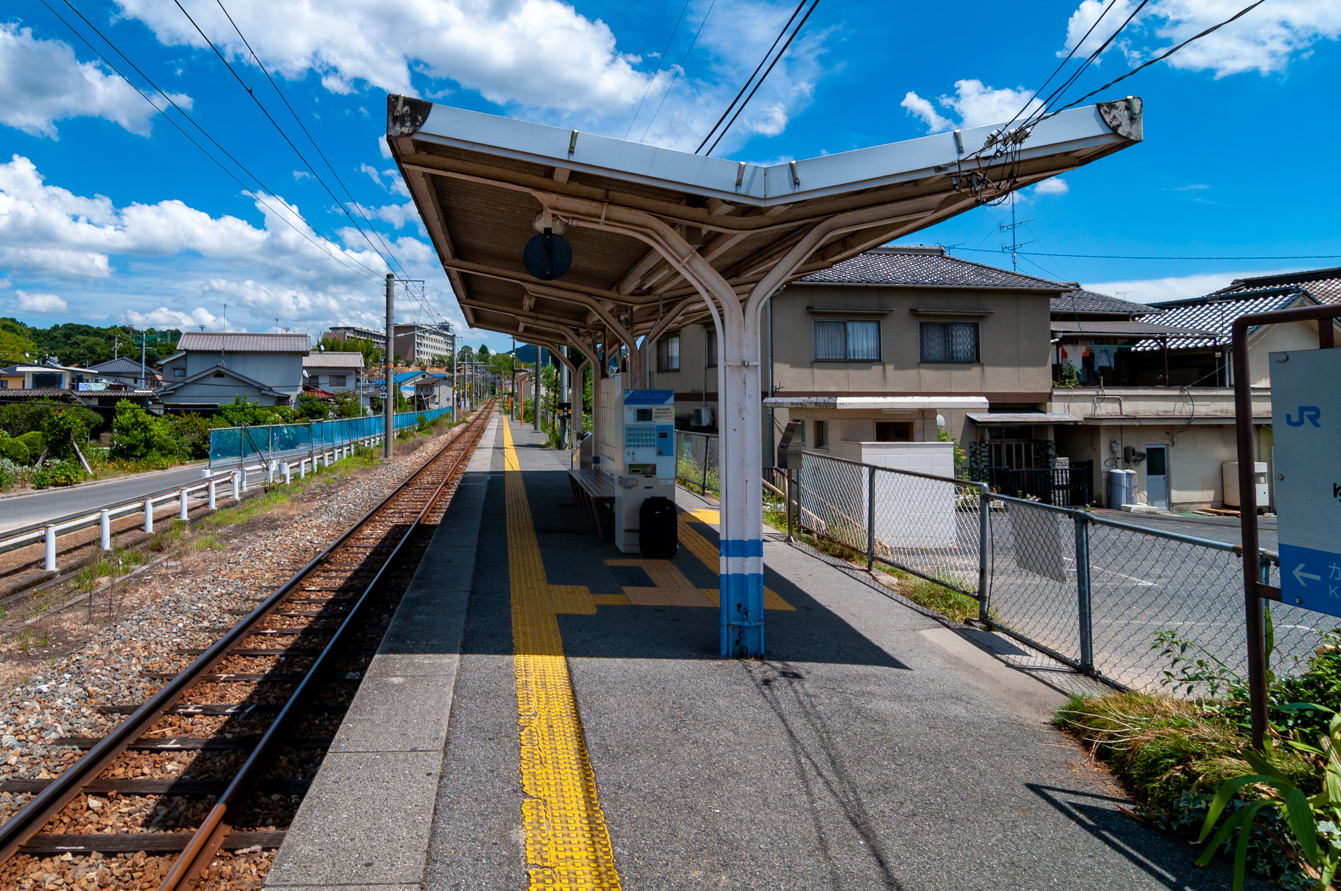
月台

車站是一座地面車站，設有1面1線的單式月台。前往府中方向的列車會開啟左邊車門。
此站是由福山站管理的無人車站。此站沒有車站大樓，車站出入口直接連接月台。
近年站內加裝照明設備。此站設有自動售票機。

## 利用狀況
以下為近年1日平均乘車人次列表
| 年度               | 1日平均 乘車人次 |
| ------------------ | ---------------- |
| 2001年（平成13年） | 652              |
| 2002年（平成14年） | 636              |
| 2003年（平成15年） | 661              |
| 2004年（平成16年） | 616              |
| 2005年（平成17年） | 608              |
| 2006年（平成18年） | 573              |
| 2007年（平成19年） | 585              |
| 2008年（平成20年） | 611              |
| 2009年（平成21年） | 605              |
| 2010年（平成22年） | 652              |
| 2011年（平成23年） | 678              |
| 2012年（平成24年） | 688              |
| 2013年（平成25年） | 767              |
| 2014年（平成26年） | 718              |
| 2015年（平成27年） | 746              |
| 2016年（平成28年） | 775              |
| 2017年（平成29年） | 822              |
| 2018年（平成30年） | 827              |

## 車站周邊

### 設施
- 廣島縣立神邊旭高等學校（日语：広島県立神辺旭高等学校）
- 福山市立神邊西中學（日语：福山市立神辺西中学校）
- 福山市立湯田小學
- 福山市神邊市民交流中心（福山市政廳（日语：福山市役所）神邊分所）
- 福山市神邊文化會館
- 福山市神邊圖書館
- 神邊郵局（日语：神辺郵便局）
- HALOWS（日语：ハローズ）神邊店
- Heart新德田店（日语：なかやま牧場#直営店舗）
- TSUTAYA神邊店
- 神邊體育中心

### 道路
- 國道486號（日语：国道486号）
- 廣島縣道393號粟根神邊線（日语：広島県道393号粟根神辺線）

## 相鄰車站
西日本旅客鐵道（JR西日本）
 福鹽線
神邊－湯田村－道上

## 注腳
1. ↑  日本《官報》第1998號「鐵道省告示第385號」，1933年8月28日：第800頁。
2. ↑  . 広報かんなべ（No.203 昭和46年3月号） (深安郡神辺町役場). 1971-03: 1 （日语）.
3. ↑  統計福山

## 外部連結
- 湯田村｜車站資訊：JR出門網 - 西日本旅客鐵道（日語）